# Соболев, Анатолий (хоккеист)
Анатолий П. Соболев (род. 1943) — советский хоккеист, нападающий. Мастер спорта СССР (1963).
Карьеру провёл в командах Ленинграда. В сезонах 1962/63 — 1967/68 играл в первой группе класса «А» за СКА. Затем выступал во второй группе класса «А» за «Динамо» (1968/69 — 1970/71) и «Шторм» (1971/72 — 1972/73).

## Достижения
- Бронзовый призёр зимней Спартакиады народов СССР 1962 года в составе сборной Ленинграда[2].
- Финалист Кубка СССР — 1968
- Чемпион РСФСР — 1970[3]
- Финалист Кубка РСФСР — 1970[4]
- Обладатель Кубка Бухареста — 1968[5]